# Justin Keating
Justin Pascal Keating (7 janvier 1930 - 31 décembre 2009) est un homme politique, animateur, journaliste, conférencier et vétérinaire du Parti travailliste irlandais. Plus tard, il est président de l'Association Humaniste d'Irlande.
Keating est élu deux fois au Dáil Éireann et sert dans le cabinet de Liam Cosgrave en tant que ministre de l'Industrie et du Commerce de 1973 à 1977. Il est également élu au Seanad Éireann et est Député européen. Il était considéré comme faisant partie d'une « nouvelle vague » de personnalités politiques au moment de son entrée au Dáil.

## Jeunesse
Il est né à Dublin en 1930, fils du célèbre peintre Seán Keating et de la militante May Keating. Keating fait ses études à la Sandford Park School, puis à l'University College Dublin (UCD) et à l'Université de Londres. Il devient maître de conférences en anatomie au collège vétérinaire de l'UCD de 1955 à 1960 et maître de conférences au Trinity College de Dublin de 1960 à 1965. Il est responsable des programmes agricoles de RTÉ pendant deux ans avant de retourner au Trinity College en 1967. À RTÉ, il scénarise et présente Telefís Feirme, une série destinée à la communauté agricole, pour laquelle il remporte un Jacob's Award en 1966.

## Carrière politique
Dans les années 1950 et 1960, Keating est membre du Parti communiste des travailleurs irlandais. Il est élu pour la première fois au Dáil en tant que travailliste pour la circonscription nord du comté de Dublin lors des élections générales de 1969. De 1973 à 1977, il est ministre de l'Industrie et du Commerce dans le gouvernement de coalition nationale de Liam Cosgrave. En 1973, il est nommé député européen de l'Oireachtas, faisant partie de l'éphémère première délégation.
En 1975, Keating introduit la première législation substantielle pour le développement du pétrole et du gaz irlandais. La législation est calquée sur les meilleures pratiques internationales et vise à garantir que le peuple irlandais tirerait des bénéfices substantiels de son propre pétrole et gaz. Selon la législation de Keating, l'État pouvait de plein droit acquérir une participation de 50 % dans toute réserve viable de pétrole et de gaz découverte. Des redevances de production comprises entre 8 % et 16 % avec un impôt sur les sociétés de 50 % reviendraient à l'État.
Il perd son siège au Dáil aux élections générales de 1977, mais est ensuite élu au Seanad Éireann au Panel agricole, y servant jusqu'en 1981. Il siège de nouveau brièvement au Parlement européen de février à juin 1984, lorsqu'il remplace Séamus Pattison.
Keating est décédé le 31 décembre 2009, une semaine avant son 80e anniversaire,.